# Itinerario de barro
El llamado Itinerario de barro es una serie de cuatro tablillas de barro romanas de mediados del siglo III, que contienen cinco itinerarios o guías de caminos del noroeste peninsular. Al modo de los modernos mapas de carreteras, recogían las distintas rutas con sus mansiones y civitates correspondientes, así como la distancia entre las mismas. Hay noticias vagas de que aparecieron en la región de Astorga, la antigua Asturica Augusta, pero sin concretarse tampoco circunstancia ni fecha, en Cangas de Onís, y en la actualidad están depositadas en las vitrinas del Museo Arqueológico de Asturias.
Presenta unas características singulares dentro de los itineraria adnotata, pues comparte con los miliarios la naturaleza epigráfica y con los itineraria picta el estar dibujado.

## Autenticidad
El Laboratorio de Datación y Radioquímica de la Universidad Autónoma de Madrid determinó en 2013, por medio de pruebas de termoluminiscencia, que la fecha de creación de las tablas está entre los años 267 y 276.
Consideradas por muchos una de las principales fuentes de información epigráfica sobre el conocimiento de las vías romanas que discurrían por el norte de Hispania, varios autores señalaron diversos problemas que presentaban las tablillas y dudaron de su autenticidad. Ya su primer editor en 1920, Antonio Blázquez, observó algunas anomalías de difícil explicación, aunque no cuestionó el conjunto, y dos de los mejores conocedores modernos de las calzadas romanas y sus documentos, Gonzalo Arias Bonet y José María Roldán Hervás, consideraron como falsas varias de las tablillas: dos el primero y tres el segundo. Siendo, si acaso, para Roldán la n.º II la única que podría tenerse por auténtica, últimamente ni siquiera parece aceptar esta última. Otros epigrafistas reconocidos son de la misma opinión, aunque algunos otros autores, entre los cuales destacó Antonio García y Bellido, en un artículo póstumo de 1975, les concedieron o les siguen concediendo total validez.
Paleográficamente, las tabillas se consideran auténticas desde el año 2008.

## Tipología
Las cuatro placas son de forma rectangular de aproximadamente 14 por 12 centímetros, y a juzgar por el asa en forma de cola de golondrina que conserva la placa II y, por la firma del magistrado municipal, duunvir, que en ellas aparece, su finalidad debía ser colgar de una pared pública para información de los viajeros.

## Itinerarios

### Placa I
Barro cocido de color parduzco. Pátina en dos tonos, probablemente por haber estado los trozos en distintos ambientes. Superficie ligeramente ondulada y con las huellas muy señaladas de las manos que modelaron la tablilla. Parece ser que estas placas se hicieron golpeando con la palma sobre la lámina de barro fresco y, por supuesto, antes de escribir en él con un punzón o stylus, como en las tablilla de cera. La altura de la tablilla es de 14,5 cm, la anchura de 12,4 cm y el grosor es de 0,7 cm. Después de su primera publicación se ha perdido un trocito correspondiente a la parte superior, sobre la línea primera, donde figura el número de la legión. Este trozo perdido no tenía letrero alguno.
El recorrido mencionado en esta placa presenta una problemática bastante compleja. Por un lado, la constatación del número de millas totales no se corresponde con la distancia real entre León y Suances, disfunción que ha propiciado la elaboración de numerosas hipótesis en busca de una «milla cántabra» de valor superior al normal. Por otra parte, existen mansiones, que son absolutamente desconocidas, como sucede con Rhama, careciendo de otra referencia escrita sobre ella. Además, existen mansiones que, si bien aparecen refutadas por otro tipo de fuentes, se desconoce exactamente su ubicación. En consecuencia, el Itinerario de barro ha sido objeto de numerosos estudios, cuestionándose incluso su autenticidad. Después de un riguroso análisis llevado a cabo por el profesor García y Bellido, este llegó a la conclusión de que las cuatro tabellae son auténticas, por lo que había que pensar en un fallo del copista, perito en actuaciones de alfar pero inepto en camino o rutas, o bien en que la ubicación de las mansiones no coincide con los criterios mantenidos actualmente; o, algo más factible, en una convergencia de ambas hipótesis (lo que, como se ha dicho más arriba, no convenció o convence a todos).
Esta placa numerada como I señala el recorrido de la Via Legione VII Gemina ad Portum Blendium que, partiendo de Legio VII Gemina (León), tiene su final en Portus Blendium (Suances), con el siguiente desarrollo:
| [VIA] L(EGIONE) VII GEMINA AD PORTVM       |
| BLE(N)DIVM                                 |
| RHAMA VII MIL(L)IAS                        |
| AMAIA XVIII                                |
| VILLEGIA V                                 |
| LEGIO I[III] V                             |
| O[C]TA[V]IOLCA V                           |
| IVLIOBRIGA X                               |
| ARACILLVM V                                |
| PORTVS BLEN[DIVM]                          |
| [C(aius) LEP(idus) M(arci filius)] II. VIR |

Las investigaciones hoy en día se dirigen en este sentido, valorando el hecho de que la Legio VII mencionada en la tablilla no se corresponda con la capital leonesa, sino con Segisama Iulia, base de operaciones del ejército imperial mandado por Augusto en las guerras cántabras. La base de tal correspondencia e interpretación estriba en el posible origen militar de la vía en relación con la conquista del norte de la Península en el momento de las guerras cántabras. Segisama Iulia constituía el punto campamental, base de las operaciones de las legiones romanas de Augusto. A raíz de la Pax Romana y de las reformas del ejército se establecieron nuevos lugares para el asentamiento de las legiones de mantenimiento y control del noroeste de Hispania, entre ellas el destino de la Legio VII Gemina en el lugar donde, con posterioridad, surgirá la ciudad de León. Siguiendo la argumentación, es probable un intento de adaptación por parte del copista del itinerario de esta tablilla, sustituyendo el lugar del primitivo asentamiento de las tropas, Segisama Iulia, por el lugar del establecimiento del ejército en el momento de elaborar la tabellae, Legio VII Gemina, equivocando los nombres de las legiones sin hacer corrección alguna en las mansiones y civitates restantes del recorrido. Dada la posibilidad de las circunstancias citadas, la placa I estaría recogiendo una de las antiguas vías militares de acceso a Cantabria.
Sobre la localización de Rhama se han elaborado múltiples teorías, bastante divergentes. Ante esta problemática adquiere fuerza la hipótesis de que Rhama no se corresponda estrictamente con una mansio y aluda a la salida del ramal o ramificación de la vía principal que cruzaba la Meseta de oeste a este, circunstancia esta que estaría en correlación con el hallazgo de dos miliarios de Augusto al oeste de Sasamón, distantes de la Segisama Iulia romana aproximadamente las siete millas que señala el itinerario. Además, desde este punto, Padilla de Abajo, parte un camino que, con trazado rectilíneo, enlaza directamente con Peña Amaya.
En el resto de las mansiones y ciudades recogidas existe una mayor unanimidad. Sin embargo, Villegia y Legio IIII Macedonica no están rigurosamente situadas. La primera parece corresponder al yacimiento del monte Cildá, corroborado este dato por el texto de un epígrafe allí descubierto con la mención al gentilicio correspondiente. Legio IIII aún sigue presentando notables dificultades, pues si bien en Herrera de Pisuerga (la antigua Pisoraca) están hallándose abundantes materiales que atestiguan su posible presencia, según la distancia que marca la tablilla tendría que estar situada mucho más al norte, a 5 millas de Octaviolca (aproximadamente 7,5 kilómetros) y a 15 millas de la ciudad romana de Julióbriga (22 kilómetros). Esta última mansio (Octaviolca) pudo estar localizada en las proximidades de Mataporquera, en el municipio de Valdeolea, al sur de Cantabria, de la que pudo ser una villae o una segregación del área de Camesa-Rebolledo (véase yacimiento arqueológico de Camesa-Rebolledo). No obstante, si se admite un error más en el orden de la distribución de las mansiones en el Itinerario de barro, lo cual puede ser una prueba más para defender la hipótesis de su falsedad, los recientes trabajos de excavación arqueológica que se vienen llevando a cabo en Herrera de Pisuerga parecen deducir que en dicho lugar se asentó la Legio IIII Macedonica.
Julióbriga, junto con Aracillum y Portus Blendium son los enclaves mejor localizados, pues se asimilan a las proximidades de Retortillo, Aradillos y Suances, respectivamente.

### Placa II
Está realizada en barro de pátina color ocre verdoso, cobrizo. Tiene una altura de 14 cm, el ancho es de 11.8 cm y el grosor de 0,7 cm. Presenta unas huellas claras de los surcos de la palma de la mano del formador. Desde su primera publicación se perdió un trocito triangular que afecta a las líneas 10 y 11 y otro, mayor, que estaba partido en dos, que afecta al comienzo de las cuatro últimas líneas. Este hecho se plasma en la transcripción en letra mayúscula cursiva y sin paréntesis cuadrados por no ser, en verdad, suplidos del editor.
La placa II mostraba el itinerario correspondiente a la Via Asturica Ad Emeritam Augustam que unía Asturica Augusta (Astorga) con Emerita Augusta (Mérida):
| VIA ASTVRICA AD EMERIT(AM) AVGVS(TAM)      |
| BE[D]VNIA VII MILLAS                       |
| BRIGECIO X                                 |
| VICO AQVARO X (?)                          |
| OCELODVRI XI                               |
| SABARIAM VIII                              |
| SALM[ANTICA]                               |
| SENT[ICA]                                  |
| AD LI[PPOS]                                |
| CAEC[ILIO VICO]                            |
| CAPARA X...(?)                             |
| RVSTICIAN[A]                               |
| TVRMVLVS X...(?)                           |
| CASTRIS CAECI[LIIS]                        |
| AD SORORES X (?)...                        |
| EMERITA XII                                |
| [C(aius) LEP(idus) M(arci filius)] II. VIR |

### Placa III
Al igual que las anteriores se trata de una placa de barro cocido de color ocre claro en la mayoría de los fragmentos; otros son castaños con calidad cobriza. Tiene un altura de 14,2 cm, una anchura de 12 cm y un grosor de 0,7 cm. Falta el ángulo inferior izquierdo que, tras su publicación, se quebró desprendiéndose del trozo casi cuadrado que abarca el comienzo de las tres últimas líneas. También se perdió un trocito sin letras en el borde inferior, bajo la milla XII de Bracara.
El itinerario de la placa III se corresponde con la Via Asturica ad Bracara, cuyo recorrido es el siguiente:
| [VI]A ASTV[RICA] AD BRACA                  |
| RA                                         |
| ARGENTIOLVM V MILLAS                       |
| PETAVO[NIV]M VIII                          |
| VI[NIATIA]                                 |
| COM[PLEV]TICA XII                          |
| ROB[ORE]TVM XII                            |
| AD AQVAS XV                                |
| AQVIS ORIGINIS VII                         |
| SALA[N]IA X                                |
| BRACARA XII                                |
| [C(aius) LEP(idus) M(arci filius)] II. VIR |

### Placa IV
Es la única placa que conserva su ansa original, perdida en las demás. Presenta un orificio circular indicando que esta, como las demás, debieron estar colgadas para uso o informe de un número más o menos abundante de personas. Se trata de una pátina de color ocre oscuro hacia el castaño-cobrizo, en unos trozos, y ocre más claro en otros, patinados diversamente por haber yacido, sin duda, en medios ambientes distintos, como ya observamos en la placa número I. Posee una altura de 16,6 cm, una anchura de 12 cm y un grosor de 0,7 cm. Falta, por pérdida después de su primera publicación, un trocito triangular en la línea 1, tras la palabra VIA. Debió contener la L de L VCO. En la línea 6 falta también otro fragmento triangular que, ciertamente, contuvo la E final de AQVAE (AE ligadas) y la G de AVGVSTI. En la misma línea se suele incorporar un trocito suelto que hoy está, al parecer, mal pegado en un lugar ligeramente desplazado hacia la derecha de su probable posición prístina. En el dibujo lo hemos situado donde nos parece estuvo siguiendo a los primeros editores. Es hoy la única placa con la firma completa del duunvir. También lo llevó la placa III hasta la pérdida de su extremo interior izquierdo.
La placa IV muestra el recorrido correspondiente a dos vías romanas: la Via Lucu Augusti ad Iria y la Via Lucu Augusti ad Dactionum, cuyos recorridos se muestran a continuación:
| VIA [L]VCO AVGVSTI AD IRIA                 |
| PONTE MARTIAE XI                           |
| BREV[I]S XIII                              |
| ASECONIA XI                                |
| IRIA XV                                    |
|                                            |
| VIA LVCO AVGVSTI A[D DACTIONVM]            |
| AQVAE QVINT[IAE]                           |
| DACTIONVM X(?)...                          |
| [C(aius) LEP(idus) M(arci filius)] II. VIR |